# 谢讷费尔德
谢讷费尔德（德語：Schenefeld，發音：[ˈʃeːnəˌfɛlt] ⓘ）是德国石勒苏益格-荷尔斯泰因州平讷贝格县的城市，面积9.99平方千米，2023年12月31日人口为19,817人。